# Айман Зауахири
Айман Мохамед Раби ал Зауахири (на арабски: أيمن محمد ربيع الظواهري) е египетски терорист, водач на терористичната организация Ал-Каида от юни 2011 г., когато наследява Осама бин Ладен след смъртта му.
След атентатите от 11 септември 2001 г. Държавният департамент на САЩ обещава 25 милиона долара възнаграждение за информация, която би довела до залавянето му.

## Биография
Зауахири е роден на 19 юни 1951 г. в Маади, предградие на Кайро, Кралство Египет. Макар родителите му да са от знатни семейства, той израства в относително скромна среда. Като дете е религиозен, а като ученик е силно повлиян от трудовете на Саид Кутб – египетски писател, който е една от най-видните фигури в съвременния сунитски релативизъм. На 15-годишна възраст Зауахири създава група, целяща свалянето на египетското правителство и установяване на ислямистко управление.
Впоследсвие Зауахири се запиства в Каирския университет, където специализира хирургия. По това време продължава с тайната си дейност. Завършва университета през 1974 г., след което служи три години като хирург в армията. През 1980 – 1981 г. отпътува като помощник на Червения полумесец за Пешавар, Пакистан, където лекува бежанци, пострадали във войната в Афганистан. По време на престоя си отскача няколко пъти до Афганистан, където става свидетел на военните сражения от първо лице.
След като се завръща в Дубай, Зауахири е един от няколкостотин бунтовници, арестувани след убийството на президента Ануар Садат през октомври 1981 г. Осъден е за незаконно притежаване на оръжие и прекарва три години в затвора. През това време е подлаган на изтезания от разузнавателни офицери, интересуващи се от контактите му – преживяване, което само усилва войнствеността му. През 1984 г. е освободен от затвора, а на следващата година заминава за Саудитска Арабия. От Джида заминава отново за Пешавар, а от там отива в Афганистан. По това време се запознава с Осама бин Ладен – богат саудит, който се е присъединил към афганистанската съпротива срещу съветските сили. През 1988 г. Зауахири присъства на учредяването на Ал-Каида.
В началото на 1990-те години Зауахири поема командването над бунтовническата групировка Египетски ислямски джихад. Бин Ладен заминава за Судан през 1992 г., а Зауахири се среща с него там. Судан им служи като база за обучение на бунтовници за нападения срещу египетски цели, включително държавни служители. През юни 1995 г. е направен неуспешен опит за покушение срещу египетския президент Хосни Мубарак. Под последвалия международен натиск, Судан се принуждава да изгони Зауахири, Бин Ладен и последователите им от страната.
Следващите ходове на Зауахири не са ясни, но изглежда, че е пътувал до европейски държави като България, Швейцария и Нидерландия. В края на 1996 г. е арестуван от руски служители на реда, докато се опитва да прекоси нелегално границата на Чечня, където планира да установи нова база на ислямистката си групировка. Макар да остава в ареста в продължение на шест месеца, руските служители така и не узнават самоличността му.
През 1998 г. Зауахири и Бин Ладен създават официален съюз и през юни 2001 г. Египетският ислямски джихад и Ал-Каида се сливат. Зауахири е замесен както в бомбардировката на американския кораб USS Cole през октомври 2000 г., така и в атентатите от 11 септември 2001 г. Зауахири постепенно се превръща в главен говорител на Ал-Каида, коментирайки проблеми като американското нахлуване в Ирак през 2003 г. и войната между Хизбула и Израел през 2006 г. През 2009 г. Държавният департамент на САЩ обявява, че Зауахири е главната фигура, взимаща решенията в Ал-Каида, докато Бин Ладен е само номинален лидер и е просто лице на организацията. След като Бин Ладен е убит през юни 2011 г., Зауахири поема пълен контрол над Ал-Каида.
През февруари 2014 г. Зауахири обявява, че Ал-Каида прекъсва връзките си с Ислямска държава и осъжда действията им, след като не успява да ги помири с клона на Ал-Каида Джабхат ан-Нусра.
През ноември 2020 г. медии съобщават, че по данни от местни служби за сигурност Айман ал Зауахири е починал от естествена смърт в Афганистан, като последната му изява (във видеосъобщение по повод нападенията в САЩ на 11 септември 2001 г.) е през септември 2020 г.
На 31 юли 2022 г. Ал-Зауахири е убит след удар на американски дрон в афганистанската столица Кабул.